# Geranium refractum
Geranium refractum är en näveväxtart som beskrevs av Michael Pakenham Edgeworth och Hook. f. in Hook. f.. Geranium refractum ingår i släktet nävor, och familjen näveväxter. Inga underarter finns listade i Catalogue of Life.